# Delföljd
Delföljd (eller delsekvens) en följd som kan härledas från en annan följd genom att radera vissa eller inga element utan att ändra ordningen för de återstående elementen. Till exempel följden {\displaystyle \langle A,B,D\rangle }är en delföljd av {\displaystyle \langle A,B,C,D,E,F\rangle } erhållen efter borttagning av element {\displaystyle C}, {\displaystyle E} och {\displaystyle F}. Relationen av en följd som är en delföljd av en annan är en preordning. 
Delföljden ska inte förväxlas med delsträng {\displaystyle \langle A,B,C,D\rangle } som kan härledas från ovanstående sträng {\displaystyle \langle A,B,C,D,E,F\rangle } genom att radera delsträng {\displaystyle \langle E,F\rangle }. 
Listan över alla delföljder för ordet "äpple" skulle vara "ä", "äp", "äl", "äe", "äpp", "äpl", "äpe", "äle", "äppl", "äppe", "äple", "äpple", "p", "pp", "pl", "pe", "ppl", "ppe", "ple", "pple", "l", "le", "e", "".